# MAME
MAME (multiple arcade machine emulator) is een emulator waarmee een pc-gebruiker oude arcadespellen zo betrouwbaar en exact mogelijk kan spelen. De emulator ondersteunt enkele duizenden spellen.
MAME is beschikbaar voor meerdere besturingssystemen. De X11-versie voor Unix heet XMAME. De macOS-versie heet MacMAME.
Volgens de officiële MAME-website werd de eerste versie (0.1) uitgebracht op 5 februari 1997 door Nicola Salmoria. Sindsdien zijn er al verschillende updates uitgebracht. Regelmatig verschijnen er nieuwe versies met zowel bugfixes als een uitbreiding op de spellen die worden ondersteund.

## Werking
Er bestaat een grafische interface voor MAME. Dit programma gaat in de ROMs-folder op zoek naar de beschikbare spellen en indexeert deze. Voor elk spel staat er meestal een icoon dat aanduidt of het spel al dan niet wordt ondersteund door de MAME-versie (hoewel dit slechts een indicatie is, aangezien bepaalde "compatibele" ROMs toch niet opstarten en omgekeerd). De speler dient gewoonweg op het gewenste spel te dubbelklikken en even af te wachten wat er gebeurt. Niet-compatibele ROMs wissen uit de ROMs-folder wordt niet aangeraden, gezien deze in de toekomst mogelijk wel worden ondersteund.
MAME tracht verschillende componenten te emuleren:
- een CPU-emulator die zich gedraagt als de originele CPU’s van arcadespellen
- een invoeremulator die de invoer van de toetsen, joysticks en andere besturingsknoppen van de arcademachine linkt met een knop op het toetsenbord van de pc
- een emulator voor het beeld en geluid.
- Veel instellingen van het spel (zoals moeilijkheidsgraad, aantal levens, vanaf hoeveel punten een extra leven, ...) werden bepaald met de handmatige instellingen van DIP-switches die zich in de arcadekast bevonden. Deze DIP-switches kunnen in MAME aangepast worden na het indrukken van de tabtoets.
- Opties om framerate te verhogen/verlagen
- De munttoevoer (aantal credits) en startknoppen zijn gekoppeld met de toetsen 1, 2 en 5

Andere mogelijkheden:
- Er is een mogelijkheid om de ROM in zijn huidige spelsituatie te bewaren als een nieuwe image. Wanneer die image later wordt ingeladen, gaat het spel verder waar men was geëindigd
- Er bestaat een mogelijkheid om via tekstbestanden extra cheats in te voegen[2]
- Veel instellingen en high-scores worden door MAME bewaard en worden teruggeladen de volgende keer men het spel start.

## ROMs
MAME is slechts een emulator. De ROMs van spellen werden geconverteerd naar binaire bestanden. Die binaire bestanden zijn geen onderdeel van MAME. De reden is het auteursrecht dat nog op veel spellen van toepassing is.
Toch zijn er op het internet ROMs van spellen te vinden waarvan het auteursrecht nog niet vervallen is en die (al dan niet legaal) toegevoegd kunnen worden aan MAME. Dit wordt door MAME gedeeltelijk opgevangen de eerste keer men zo'n spel start: er verschijnt een melding dat het spel enkel mag gespeeld worden als de gebruiker in bezit is van de originele hardwarematige ROM. De speler kan pas verder nadat hij handmatig het woord "OK" intypt. Op de officiële site van MAME kan men ROMs downloaden die (ondertussen) vrij van rechten en auteursrecht zijn.
Ook verschijnen er soms waarschuwingen wanneer het spel nog niet 100% compatibel is met MAME: "niet accurate kleuren", "niet accurate muziek", ... Op zulke foutmeldingen dient de speler ook handmatig OK in te typen.